# Johnny Winter
Johnny Winter, vlastním jménem John Dawson Winter III (23. února 1944, Beaumont, Texas, USA – 16. července 2014, Curych, Švýcarsko)
byl americký bluesový kytarista, zpěvák, hráč na foukací harmoniku a producent. Byl známý svými energickými bluesrockovými alby, živými vystoupeními a hrou na slide kytaru od konce 60. let až do začátku nové tisíciletí. Také produkoval tři alby bluesového zpěváka a kytaristy Muddy Waterse, která získala cenu Grammy. Po svém působení s Watersem Winter nahrál několik na Grammy nominovaných bluesových alb. V roce 1988 byl uveden do Blues Foundation Hall of Fame a v roce 2003 se umístil na 63. místě v seznamu časopisu Rolling Stone „100 největších kytaristů všech dob“.
Byl prvorozeným synem Johna a Edwiny Winterových, jeho mladší bratr Edgar Winter je také muzikant. Oba jsou mj. albíni. V roce 1968 založil s Edgarem skupinu, a o rok později vydali první album s názvem Johnny Winter. V červenci 1980 se objevil na obálce prvního čísla hudebního časopisu Guitar World, který se věnuje kytaristům.
Za album Third Degree dostal v roce 1986 cenu Grammy. 

## Diskografie

### Oficiální alba
- 1968 – The Progressive Blues Experiment
- 1969 – Johnny Winter
- 1969 – Second Winter
- 1970 – Johnny Winter And
- 1971 – Live Johnny Winter And
- 1973 – Still Alive and Well
- 1974 – Saints & Sinners
- 1974 – John Dawson Winter III
- 1976 – Captured Live!
- 1976 – Together s Edgarem Winterem
- 1977 – Nothin' but the Blues
- 1978 – White, Hot and Blue
- 1980 – Raisin' Cain
- 1984 – Guitar Slinger
- 1985 – Serious Business
- 1986 – Third Degree
- 1988 – The Winter of '88
- 1991 – Let Me In
- 1992 – Hey, Where's Your Brother?
- 1992 – Scorchin' Blues
- 1998 – Live in NYC '97
- 2004 – I'm a Bluesman
- 2009 – The Johnny Winter Anthology
- 2009 – The Woodstock Experience
- 2011 – Roots
- 2014 – Step Back